# 小塔納加島
小塔納加島是美國的島嶼，位於太平洋海域，屬於安德烈亞諾夫群島的一部分，由阿拉斯加州負責管轄，長16.3公里、寬12.5公里，最高點海拔高度121米，島上無人居住。
51°50′37″N 176°09′51″W / 51.84361°N 176.16417°W